# Push to talk
Push to talk (PTT, česky „stlač a mluv“ nebo „zmáčkni a mluv“) označuje způsob komunikace po half-duplex spojeních, kdy je možná komunikace vždy pouze jedním směrem a chce-li operátor mluvit, musí stisknout tlačítko (a po tu dobu neslyší druhou stranu). Tato metoda se používá u vysílaček, jako jsou například radioamatérské radiostanice, občanské radiostanice, tedy CB pracující v pásmu 27 MHz nebo oblíbené radiostanice PMR v pásmu 446 MHz. Zkratka PTT také označuje samotné tlačítko, jehož stlačením přejde radiostanice z příjmu na vysílání.

## PTT u mobilních operátorů
V oblasti mobilních telefonů se zřídka mluví také o PTT, ovšem má jeden zásadní rozdíl oproti radiostanicím. Zatímco klasické radiostanice pracují čistě na analogovém principu – tedy vysílání modulované radiové vlny do okolí a jejím zachycení druhou stranou, PTT v mobilních telefonech je vlastně datový přenos, kdy se radiová vlna šíří mezi telefonem a základnovou stanicí BTS, spojení je dále realizováno sítí operátora až k příjemci na mobilní telefon či odpovídající software v počítači. Z toho vyplývají dva hlavní rozdíly oproti analogovému přenosu, kde obě hovořící strany musí být v radiovém dosahu (pro PMR v řádu kilometrů) a takové spojení je úplně zadarmo. Datové přenosy se mohou šířit všude tam, kde je pokrytí signálem mobilní sítě, přesněji GPRS/EDGE, kdy v současné době jde o službu zpoplatněnou - viz níže.
Tuto technologii do svých telefonů integruje v současné době pouze Nokia, neboť mobilní divize firmy Siemens postupem času zanikla. Když se však podíváme na poslední modely značky, prakticky žádný PTT nenabízí, jde tedy pravděpodobně o dožívající technologii, která v světle rozšiřování 3G sítí, pomalu ale jistě končí.
Tuto službu aktuálně nabízí v ČR pouze Telefónica O2 Czech Republic pod názvem O2 Přepínám a U:fon pod názvem U:fonova vysílačka. Výhodou tohoto spojení je především možnost rychlého navázání hovoru i s několika přednastavenými telefonními čísly zároveň.
Jeho výhoda spočívá také v šifrování, tedy bezpečnosti v rámci Vámi definované skupiny. Účastníkem může být i uživatel vybavený počítačem s vhodnými perifériemi a software.
Další citelnou výhodou je způsob účtování služby - na 24 hodin za cca 47,– či na celý měsíc za cca 475,– (obojí vč. DPH). V tarifu nejsou žádná omezení počtu spojení, denní doby hovoru či délky spojení.
Jako příklad využití se například nabízí spojení pozemní pracovník a jeřábník, v logistice, autodopravě či obecně jako náhrada vysílaček, tam kde svými vlastnostmi nestačí. Praktickou nevýhodou je prodleva při zahájení komunikace - než se sestaví datové spojení a také to, že datové spojení telefon a hlavně jeho baterii značně zatěžuje a hovorový čas je tedy v řádu jednotek hodin aktivního používání.